# The Dandy Warhols
A The Dandy Warhols egy amerikai rockbanda az oregoni Portland-ból.
Tagjai: Courtney Taylor-Taylor (vokál, gitár), Zia McCabe (billentyűk), Peter Holmström (gitár) és Eric Hedford (dob).
Hedford 1998-ban kilépett, ekkor Taylor-Taylor unokatestvére, Brent De Boer dobos helyettesítette őt. A csapat neve egy szójáték Andy Warhol nevével. A Dandy Warhols szerezte a Veronica Mars sorozat főcímdalát is.

## Albumok
- Dandys Rule, OK? (1995)
- …The Dandy Warhols Come Down (1997)
- Thirteen Tales from Urban Bohemia (2000)
- Welcome To The Monkey House (2003)
- The Black Album (1996, 2004)
- Come on Feel the Dandy Warhols (2004)
- Odditorium or Warlords of Mars (2005)
- ...Earth to the Dandy Warhols... (2008)
- The Dandy Warhols are Sound (2009)
- This Machine (2012)
- Distortland (2016)
- Why You So Crazy (2019)
- Tafelmuzik Means More When You're Alone (2020)